# Inscutomonomma
Inscutomonomma is een geslacht van kevers uit de familie somberkevers (Zopheridae).

## Soorten
Deze lijst is mogelijk niet compleet.
| - I. andreaei - I. basifoveolatum - I. benzoni - I. grossi - I. hessei | - I. hobohmi - I. kochi - I. namaquanum - I. nitidum - I. ovatum | - I. pellatum - I. pseudolatum - I. pseudovariabile - I. variabile - I. yemense |